# ACAB
ACAB (All Cops Are Bastards; în traducere „Toți polițiștii sunt nenorociți”) este un slogan politic asociat cu disidenții care se opun poliției. Este adesea redat cu cifre (1312) care reprezintă ordinarea literelor în alfabetul englez.